# Wanted! The Outlaws
Wanted! The Outlaws è il trentesimo album di Waylon Jennings, realizzato assieme a Willie Nelson, Jessi Colter e Tompall Glaser. L'album fu pubblicato dalla RCA Victor nel gennaio 1976 e ristampato su CD nel 1996 (ventesimo anniversario del disco) con l'aggiunta di dieci tracce bonus.

## Tracce
1. Waylon Jennings – My Heroes Have Always Been Cowboys – 2:48 (Sharon Rice)
2. Waylon Jennings – Honky Tonk Heroes – 3:27 (Billy Joe Shaver)
3. Jessi Colter – I'm Looking for Blue Eyes – 2:15 (Jessi Colter)
4. Jessi Colter – You Mean to Say – 2:28 (Jessi Colter)
5. Waylon Jennings e Jessi Colter – Suspicious Mind – 3:55 (Mark James)
6. Waylon Jennings e Willie Nelson – Good Hearted Woman – 2:56 (Waylon Jennings, Willie Nelson)
7. Waylon Jennings e Willie Nelson – Heaven or Hell – 1:37 (Willie Nelson)
8. Willie Nelson – Me and Paul – 3:45 (Willie Nelson)
9. Willie Nelson – Yesterday's Wine – 2:58 (Willie Nelson)
10. Tompall Glaser – T for Texas – 4:12 (Jimmie Rodgers)
11. Tompall Glaser – Put Another Log on the Fire (Male Chauvinist National Anthem) – 2:16 (Shel Silverstein)

Tracce bonus
1. Waylon Jennings – Slow Movin' Outlaw – 3:39 (Dee Moeller)
2. Waylon Jennings – I'm A Ramblin' Man – 2:44 (Ray Pennington)
3. Jessi Colter – If She's Where You Like Livin' (You Won't Feel at Home With Me) – 2:51 (Jessi Colter)
4. Jessi Colter – It's not Easy – 3:10 (Frankie Miller)
5. Jessi Colter – Why You Been Gone So Long – 3:04 (Mickey Newbury)
6. Waylon Jennings e Jessi Colter – Under Your Spell Again – 2:55 (Buck Owens, Dusty Rhodes)
7. Waylon Jennings, Jessi Colter – I Ain't the One – 2:09 (Jessi Colter)
8. Willie Nelson – You Left a Long, Long Time Ago – 2:37 (Willie Nelson)
9. Willie Nelson – Healing Hands of Time – 2:21 (Willie Nelson)
10. Waylon Jennings, Willie Nelson – Nowhere Road – 2:42 (Steve Earle, Reno Kling)

## Musicisti
- Waylon Jennings - voce, chitarra
- Willie Nelson - voce, chitarra
- Jessi Colter - voce, chitarra
- Tompall Glaser - voce, chitarra
- Steve Earle - chitarra acustica
- Richard Bennett - chitarra, mandolino
- Robby Turner - steel guitar
- Mickey Raphael - armonica
- Garry Tallent - basso
- Greg Morrow - batteria
- Ray Kennedy - tamburello